# Коти-вояки
«Коти-Вояки» (англ. Warriors) — серія пригодницьких романів для підлітків. У центрі сюжету — Клани диких котів, які потрапляють у неймовірні пригоди, намагаючись захистити свою територію і життя.

## Перший цикл «Пророцтва починаються»
Серія Warriors була написана британськими письменницями Кейт Кері, Черіт Болдрі, Тай Сазерленд у співавторстві з редактором Вікторією Холмс і під загальним псевдонімом Ерін Гантер. Серія видається у Великій Британії з 2003 року і дотепер. За цей час вона потрапила до списку світових бестселерів за версією «Нью-Йорк Таймс» і стала популярною у багатьох країнах світу. Згодом назву першої серії було змінено на «Коти-Вояки: Пророцтва починаються». Всього перша серія «Коти-Вояки: Початок пророцтв» складається із шести книг. Всього в основній серії вийшло 39 книг.

### Коти-Вояки: На волю! (книга 1)[1]

#### Сюжет
Хатнього котика Рудька давно вже манять лісові хащі. Йому часто сниться один той самий сон, як він полює за здобиччю і вдихає свіжі запахи лісу. І ось одного разу сон стає реальністю — Рудько потрапляє до диких лісових котів, що ведуть війну за територію, за право полювати і мати їжу. У нього є вибір: або повернутися назад до своїх хазяїв і бути живою іграшкою, або випустити на волю свої дикі інстинкти і стати справжнім котом Клану…
| Громовий Клан              | Тіньовий Клан             | Вітряний Клан          | Річковий Клан          |
| Провідники                 | Провідники                | Провідники             | Провідники             |
| -------------------------- | ------------------------- | ---------------------- | ---------------------- |
| Синьозірка (Bluestar)      | Зорелом (Brokenstar)      | Високозорий (Tallstar) | Кривозір (Crookedstar) |
| Медикоти                   |                           |                        |                        |
| Плямолистка (Spottedleaf)  | Носошморг (Runningnose)   |                        |                        |
| Воєводи                    |                           |                        |                        |
| Рудохвіст (Redtail)        | Чорноногий (Blackfoot)    |                        | Дубосерд (Oakheart)    |
| Вояки                      |                           |                        |                        |
| Левосерд (Lionheart)       | Короткохвіст (Stampytail) |                        |                        |
| Тигрокіготь (Tigerclaw)    | Валун (Boulder)           |                        |                        |
| Білошторм (Whitestorm)     | Кігтеморд (Clawface)      |                        |                        |
| Темносмуг (Darkstripe)     | Ночешкур (Nightpelt)      |                        |                        |
| Довгохвіст (Longtail)      |                           |                        |                        |
| Вітрогон (Runningwind)     |                           |                        |                        |
| Верболоза (Willowpelt)     |                           |                        |                        |
| Мишошубка (Mousefur)       |                           |                        |                        |
| Новаки                     |                           |                        |                        |
| Порохолап (Dustpaw)        |                           |                        |                        |
| Сіролап (Greypaw)          |                           |                        |                        |
| Круколап (Ravenpaw)        |                           |                        |                        |
| Пісколапка (Sandpaw)       |                           |                        |                        |
| Вогнелап (Firepaw)         |                           |                        |                        |
| Королеви                   |                           |                        |                        |
| Морозошубка (Frostfur)     | Хмаросвітка (Dawncloud)   |                        |                        |
| Ряболиця (Brindleface)     | Ясноцвітка                |                        |                        |
| Злотоквітка (Goldenflower) |                           |                        |                        |
| Крапохвістка (Speckletail) |                           |                        |                        |
| Старійшини                 |                           |                        |                        |
| Куцохвіст (Halftail)       | Попелюх (Ashfur)          |                        |                        |
| Дрібновух (Smallear)       |                           |                        |                        |
| Плямошкур (Patchpelt)      |                           |                        |                        |
| Одноока (One-eye)          |                           |                        |                        |
| Рябохвоста (Dappletail)    |                           |                        |                        |

### Коти-Вояки: Вогонь і крига (книга 2)[2]

#### Сюжет
Продовження історії хатньої кицюні Рудька, який став вояком Громового Клану диких котів. Полювання у лісових хащах, ночівля під зоряним небом і повна свобода, яку ніхто не обмежує… Про що ще можна мріяти? Та чомусь Вогнесерд все частіше згадує своє минуле. Там були любов, тепло, ласка, а зараз навколо нього — байдужість і нерозуміння. Чи стане він врешті своїм для Клану, за який ладен віддати власне життя?
 Герої, задіяні у другій книзі серії «Коти-Вояки»  «Вогонь і крига» 
| Громовий клан | Тіньовий клан | Річковий клан | Вітряний клан |
| Провідники    | Провідники    | Провідники    | Провідники    |
| ------------- | ------------- | ------------- | ------------- |
| Синьозірка    | Ночезір       | Кривозір      | Високозорий   |
| Медикоти      |               |               |               |
| Жовтоікла     | Носошморг     | Багношуб      | Короморд      |
| Воєводи       |               |               |               |
| Тигрокіготь   | Попелюх       | Леопардошубка | Мертвоніг     |
| Вояки         |               |               |               |
| Білошторм     | Мокроніг      | Каменешуб     | Одновус       |
| Темносмуг     |               | Чорнокіготь   |               |
| Довгохвіст    |               | Срібнострумка |               |
| Вітрогон      |               |               |               |
| Верболоза     |               |               |               |
| Мишошубка     |               |               |               |
| Порохошуб     |               |               |               |
| Вогнесерд     |               |               |               |
| Сіросмуг      |               |               |               |
| Піскошторма   |               |               |               |
| Новаки        |               |               |               |
| Прудколап     |               |               |               |
| Орляколап     |               |               |               |
| Шиполап       |               |               |               |
| Яснолапка     |               |               |               |
| Попелапка     |               |               |               |
| Хмаролап      |               |               |               |
| Королеви      |               |               |               |
| Морозошубка   |               | Мрячконіжка   | Ранньоквітка  |
| Ряболиця      |               | Яроквітка     |               |
| Злотоквітка   |               |               |               |
| Крапохвістка  |               |               |               |
| Старійшини    |               |               |               |
| Куцохвіст     |               | Сіротоня      |               |
| Дрібновух     |               |               |               |
| Плямошкур     |               |               |               |

### Коти-Вояки: Ліс таємниць (книга 3)[3]

#### Сюжет
Крок за кроком Вогнесерд та його друзі намагаються викрити жахливі таємниці воєводи Громового Клану. Розгадка, здається, так близько — за декілька мишачих хвостів. Але доля знову збиває їх зі сліду та готує несподівані повороти подій. Можливо, і не варто сувати носа в чужі таємниці… Адже ніхто напевне не знає, чим обернеться для котів правда, яку приховує цей темний, прадавній ліс.
 Герої, задіяні у третій книзі серії «Коти-Вояки»  «Ліс таємниць» 
| Громовий клан | Тіньовий клан | Річковий клан | Вітряний клан |
| Провідники    | Провідники    | Провідники    | Провідники    |
| ------------- | ------------- | ------------- | ------------- |
| Синьозірка    | Ночезір       | Кривозір      | Високозорий   |
| Медикоти      |               |               |               |
| Жовтоікла     | Носошморг     | Багношуб      | Короморд      |
| Воєводи       |               |               |               |
| Тигрокіготь   | Попелюх       | Леопардошубка | Мертвоніг     |
| Вояки         |               |               |               |
| Білошторм     | Мокроніг      | Каменешуб     | Одновус       |
| Темносмуг     |               | Чорнокіготь   |               |
| Довгохвіст    |               | Срібнострумка |               |
| Вітрогон      |               |               |               |
| Верболоза     |               |               |               |
| Мишошубка     |               |               |               |
| Порохошуб     |               |               |               |
| Вогнесерд     |               |               |               |
| Сіросмуг      |               |               |               |
| Піскошторма   |               |               |               |
| Новаки        |               |               |               |
| Прудколап     |               |               |               |
| Орляколап     |               |               |               |
| Шиполап       |               |               |               |
| Яснолапка     |               |               |               |
| Попелапка     |               |               |               |
| Хмаролап      |               |               |               |
| Королеви      |               |               |               |
| Морозошубка   |               | Мрячконіжка   | Ранньоквітка  |
| Ряболиця      |               | Яроквітка     |               |
| Злотоквітка   |               |               |               |
| Крапохвістка  |               |               |               |
| Старійшини    |               |               |               |
| Куцохвіст     |               | Сіротоня      |               |
| Дрібновух     |               |               |               |
| Плямошкур     |               |               |               |

### Коти-Вояки: Здіймається буря (книга 4)[4]

#### Сюжет
Вогнесерд став воєводою, але далеко не всі коти у захваті від цього. У Клані вже починають ходити чутки про те, що його воєводство стане предвісником жахливих подій. Як тут не позбутися віри у власні сили? До того ж, Вогнесерд залишився без підтримки найкращого друга, без порад мудрого вчителя, а власний учень зрадив його і зник у світі Двоногів. Але найбільше випробування ще попереду: у диких лісових хащах зачаївся давній ворог, який палає жагою помсти.
 Герої, задіяні у четвертій книзі серії «Коти-Вояки»  «Здіймається буря» 
| Громовий клан | Тіньовий клан | Річковий клан | Вітряний клан |
| Провідники    | Провідники    | Провідники    | Провідники    |
| ------------- | ------------- | ------------- | ------------- |
| Синьозірка    | Ночезір       | Кривозір      | Високозорий   |
| Медикоти      |               |               |               |
| Жовтоікла     | Носошморг     | Багношуб      | Короморд      |
| Попелюшка     |               |               |               |
| Воєводи       |               |               |               |
| Вогнесерд     | Попелюх       | Леопардошубка | Мертвоніг     |
| Вояки         |               |               |               |
| Білошторм     | Білогорлик    | Каменешуб     | Одновус       |
| Темносмуг     | Дрібнохмар    | Чорнокіготь   | Багнокіготь   |
| Довгохвіст    |               | Сіросмуг      | Клаповух      |
| Вітрогон      |               |               |               |
| Мишошубка     |               |               |               |
| Порохошуб     |               |               |               |
| Піскошторма   |               |               |               |
| Орлякошуб     |               |               |               |
| Морозошубка   |               |               |               |
| Новаки        |               |               |               |
| Прудколап     |               |               | Ситколап      |
| Шиполап       |               |               |               |
| Яснолапка     |               |               |               |
| Хмаролап      |               |               |               |
| Зололап       |               |               |               |
| Папоротелапка |               |               |               |
| Королеви      |               |               |               |
| Ряболиця      |               | Мрячконіжка   | Ранньоквітка  |
| Злотоквітка   |               | Моховинка     |               |
| Крапохвістка  |               |               |               |
| Верболоза     |               |               |               |
| Старійшини    |               |               |               |
| Куцохвіст     |               |               |               |
| Дрібновух     |               |               |               |
| Плямошкур     |               |               |               |
| Одноока       |               |               |               |

### Коти-Вояки: Небезпечний шлях (книга 5)[5]

#### Сюжет
Клан ще не оговтався після великої пожежі, а на нього вже чекає небезпечне випробування. У прадавньому лісі оселилося зло. Щось невідоме і надзвичайно жорстоке полює на котів — щось, перед чим безсилі пазурі та зуби наймогутніших вояків. Зореклан намагається попередити Вогнесерда і Синьозірку про небезпеку. Та чи зможуть вони прислухатися до голосу пращурів і подолати власну ворожнечу, щоб урятувати Клан?
 Герої, задіяні у п'ятій книзі серії «Коти-Вояки»  «Небезпечний шлях» 
| Громовий клан | Тіньовий клан | Річковий клан | Вітряний клан |
| Провідники    | Провідники    | Провідники    | Провідники    |
| ------------- | ------------- | ------------- | ------------- |
| Синьозірка    | Тигрозір      | Кривозір      | Високозорий   |
| Медикоти      |               |               |               |
| Попелюшка     | Носошморг     | Багношуб      | Короморд      |
|               | Дрібнохмар    |               |               |
| Воєводи       |               |               |               |
| Вогнесерд     | Чорноногий    | Леопардошубка | Мертвоніг     |
| Вояки         |               |               |               |
| Білошторм     |               | Каменешуб     | Одновус       |
| Темносмуг     |               | Мрячконіжка   | Багнокіготь   |
| Довгохвіст    |               | Сіросмуг      |               |
| Мишошубка     |               |               |               |
| Порохошуб     |               |               |               |
| Піскошторма   |               |               |               |
| Орлякошуб     |               |               |               |
| Морозошубка   |               |               |               |
| Ряболиця      |               |               |               |
| Новаки        |               |               |               |
| Прудколап     |               |               | Дроколап      |
| Шиполап       |               |               |               |
| Яснолапка     |               |               |               |
| Хмаролап      |               |               |               |
| Зололап       |               |               |               |
| Папоротелапка |               |               |               |
| Королеви      |               |               |               |
| Злотоквітка   |               | Моховинка     | Ранньоквітка  |
| Крапохвістка  |               |               |               |
| Верболоза     |               |               |               |
| Старійшини    |               |               |               |
| Одноока       |               |               |               |
| Рябохвоста    |               |               |               |

### Коти-Вояки: Темні часи (книга 6)[6]

#### Сюжет
Новий провідник Громового Клану разом із даром дев'яти життів отримує від пращурів-вояків загрозливе застереження: «Лев із тигром зустрінуться в битві, і кров запанує над лісом». Що означають пророчі слова Зореклану? Намагаючись розгадати цю загадку, Вогнезір робить усе можливе, аби захистити Громових котів від жорстокої помсти давнього ворога. Та він навіть і не підозрює, що тепер у його лапах не тільки майбутнє власного Клану, але й усього лісу.
 Герої, задіяні у шостій книзі серії «Коти-Вояки»  «Темні часи» 
| Громовий Клан | Тіньовий Клан | Річковий Клан | Вітряний Клан | Кривавий Клан |
| Провідники    | Провідники    | Провідники    | Провідники    | Провідники    |
| ------------- | ------------- | ------------- | ------------- | ------------- |
| Вогнезір      | Тигрозір      | Леопардозірка | Високозорий   | Бич           |
| Медикоти      |               |               |               |               |
| Попелюшка     | Носошморг     | Багношуб      | Короморд      |               |
| Воєводи       |               |               |               |               |
| Білошторм     | Чорноногий    | Каменешуб     | Мертвоніг     | Кістяк        |
| Вояки         |               |               |               |               |
| Сіросмуг      | Валун         | Мрячконіжка   | Одновус       |               |
| Темносмуг     | Зубощерб      | Чорнокіготь   | Багнокіготь   |               |
| Довгохвіст    | Дубошуб       | Важкоступ     | Клаповух      |               |
| Мишошубка     |               |               | Сітконіг      |               |
| Орлякошуб     |               |               |               |               |
| Морозошубка   |               |               |               |               |
| Порохошуб     |               |               |               |               |
| Піскошторма   |               |               |               |               |
| Хмарохвіст    |               |               |               |               |
| Безлика       |               |               |               |               |
| Новаки        |               |               |               |               |
| Шиполап       |               | Перолапка     | Дроколап      |               |
| Зололап       |               | Бурелап       |               |               |
| Папоротелапка |               |               |               |               |
| Ожинолап      |               |               |               |               |
| Вохролапка    |               |               |               |               |
| Королеви      |               |               |               |               |
| Злотоквітка   |               |               | Ранньоквітка  |               |
| Верболоза     |               |               |               |               |
| Старійшини    |               |               |               |               |
| Одноока       |               |               |               |               |
| Рябохвоста    |               |               |               |               |
| Крапохвістка  |               |               |               |               |
| Дрібновух     |               |               |               |               |

## Другий цикл «Нове пророцтво»

### Коти-Вояки: Північ (Книга 1)[7]

#### Сюжет
Четверо котів із різних Кланів отримують загадкове пророцтво: вони мають разом вирушити в далеку подорож і почути, що їм скаже північ. Та чи правильний вибір зробили Зоряні предки? Чи зможуть обрані коти забути про власні суперечки  і зрозуміти, що тепер майбутнє всього лісу в їхніх лапах?
 Герої, задіяні у першій книзі серії «Коти-Вояки»  «Північ» 
| Громовий Клан  | Тіньовий Клан | Річковий Клан | Вітряний Клан |
| Провідники     | Провідники    | Провідники    | Провідники    |
| -------------- | ------------- | ------------- | ------------- |
| Вогнезір       | Чорнозір      | Леопардозірка | Високозорий   |
| Медикоти       |               |               |               |
| Попелюшка      | Дрібнохмар    | Багношуб      | Короморд      |
|                |               | Мільгокрила   |               |
| Воєводи        |               |               |               |
| Сіросмуг       | Бурошубка     | Мрячконіжка   | Багнокіготь   |
| Вояки          |               |               |               |
| Мишошубка      | Вохрошубка    | Шулікокриг    | Одновус       |
| Порохошуб      |               | Перохвоста    |               |
| Піскошторма    |               | Бурешуб       |               |
| Хмарохвіст     |               |               |               |
| Шипокіготь     |               |               |               |
| Золошуб        |               |               |               |
| Ожинокіготь    |               |               |               |
| Сажошуб        |               |               |               |
| Дощовус        |               |               |               |
| Новаки         |               |               |               |
| Листолапка     |               |               | Воронолап     |
| Вивірколапка   |               |               |               |
| Косариколап    |               |               |               |
| Мідиколап      |               |               |               |
| Білолапка      |               |               |               |
| Каролапка      |               |               |               |
| Королеви       |               |               |               |
| Папоротехмарка |               |               |               |
| Старійшини     |               |               |               |
| Крапохвістка   |               |               |               |
| Довгохвіст     |               |               |               |
| Рябохвоста     |               |               |               |

### Коти-Вояки: Сходить місяць (Книга 2)[8]

#### Сюжет
Обрані коти мають повернутися до лісу і передати Кланам повідомлення від Півночі. Але чому Зореклан вказав їм найскладніший шлях додому? Навіщо їм чужі проблеми, коли і власних вистачає по самі вуха? На кожне питання є багато відповідей, але треба обрати правильну, і при цьому зберегти відданість рідним Кланам, одне одному і зоряним предкам.

### Коти-Вояки: Світанок (Книга 3)[9]

#### Сюжет
Повернувшись до лісу, обрані коти мають переконати Клани об'єднатись і вирушити на пошуки нової домівки. Але як це зробити, якщо ніхто не знає, куди саме треба йти і що чекає попереду? Хіба повірять досвідчені провідники словам юних котів і борсучихи?
Небезпека вже зовсім поруч, і у знесилених, голодних Кланів обмаль часу. А Зореклан чомусь мовчить і не дає їм більше жодного знаку..!

### Коти-Вояки: Стожари (Книга 4)[10]

#### Сюжет
Пліч-о-пліч, лапа в лапу чотири Клани подолали нелегкий шлях до нового дому, де на зголоднілих, виснажених котів чекає безліч здобичі, але ще більше — небезпек. Тепер вони мають забути все, що їх єднало, і знову стати суперниками, які відстоюють власні території. Чи витримають ці випробування справжня дружба і справжнє кохання? Чи правильне місце вказали їм зоряні предки? І головне — чи зможуть коти зрозуміти, що найнебезпечніший ворог причаївся не в хащах навколо, а серед них самих?

### Коти-Вояки: Сутінки (Книга 5)[11]

#### Сюжет
На новій території стежки чотирьох Кланів розійшлися в різні боки. Тепер кожен з них знову сам по собі, як і було з давніх-давен заповідано вояцьким правильником. Проте небезпеки, що чатують у цих незвіданих місцях, можна подолати лише разом. Громові коти завжди готові простягнути лапу допомоги своїм сусідам, та найбільша біда приходить саме до їхнього табору — нещадний ворог, що палає помстою. У ці темні часи вони мусять виявити всю свою силу та мужність, а дехто — зробити нелегкий вибір, від якого залежить доля всього Клану.

### Коти-Вояки: Захід (Книга 6)[12]

#### Сюжет
Ожинокіготь розривається між двома світами — реальним і потойбічним, де блукає його батько Тигрозір. З кожним днем йому все важче приховувати свою таємницю і притлумлювати жагу до влади, яку так вміло розпалюють в ньому батько і брат. Зрештою, йому таки випадає шанс отримати бажане. Та чи варте воно такої ціни? Чи розуміє Ожинокіготь, що від його вибору залежить доля усіх лісових котів?

## Третій цикл «Сила трьох»

### Коти-Вояки: Прозір (Книга 1)[13]

#### Сюжет
Героями нового циклу «Сила трьох» стали онуки Вогнезора. Троє нащадків легендарного провідника Громового Клану народилися в нелегкі часи. Лісові коти, що після Великої Мандрівки оселилися біля озера, гинуть від голоду і хвороб. Невже Зореклан помилився, коли привів їх сюди? Нащадки Вогнезора отримали надзвичайну силу від зоряних предків. Та поки що вони не усвідомлюють, який дар тримають у своїх лапах. Їм доводиться самостійно обирати життєвий шлях, помилятися, шукати себе знову і сподіватися, що в темному і непевному майбутньому Кланів з'явиться хоча б найменший прозір… Аж поки один з них не зрозуміє, що його сила прихована в слабкості, що темрява навколо нього — це насправді дар провидіння.

### Коти-Вояки: Темна ріка (Книга 2)[14]

#### Сюжет
Троє новаків, які отримали силу Зореклану, продовжують відкривати в собі нові можливості: Леволап — бойові навички і неймовірну міць, Падуболапка — стратегічне мислення і мудрість вояцького правильника, Сойколап — дивовижний зв'язок із предками і дар цілителя. Однак разом зі знаннями та досвідом приходять і сумніви, що ставлять новаків перед вибором: вірність Клану чи дружбі, власні амбіції чи доля багатьох котів? Кожному із цієї трійці відома своя таємниця, яка може врятувати або зруйнувати крихкий мир між Кланами, що панував протягом багатьох повень.

### Коти-Вояки: Вигнанці (Книга 3)[15]

#### Сюжет
Таємне пророцтво скеровує лапи трьох онуків Вогнезора на життєвих шляхах. Та лише одному з них відомо про цей дар. Сойколап вважає, що розгадка пророцтва, від якого залежить їхнє майбутнє, прихована в далекому минулому — її оберігають древні коти, котрі колись ходили цими лісами, а зараз блукають у його снах. Якась невідома сила кличе його в далеку мандрівку в гори, де від чужинців потерпає Племֹ’я Стрімкої Води. Можливо, там разом з братом і сестрою він нарешті отримає відповіді на свої запитання…

### Коти-Вояки: Затемнення (Книга 4)[16]

#### Сюжет
Усі троє обраних дізналися про пророцтво. Однак це знання стає для них тягарем. Сила, яку вони отримали, настільки потужна, що її складно контролювати. До того ж між Кланами зростає напруга. Вітряні вояки все частіше полюють на Громовій території, нехтуючи вояцьким правильником. Це вже не просто порушення кордонів, це виклик. Темрява загрожує поглинути чотири Клани, зруйнувавши все, у що вони вірили. Чому їм не допоміг Зореклан? Невже відтепер світ лісових котів зміниться назавжди?

### Коти-Вояки: Довгі тіні (Книга 5)

#### Сюжет
Довгі тіні таємниці, яка потрапила в лапи чужинця, затулили сяйво зоряних предків на Срібносмузі. Невже коти настільки сліпі, що довіряться зайді й втратять віру в Зореклан? Троє обраних намагаються відкрити очі Тіньовим воякам і повернути їх до вояцького правильника, але вони навіть не підозрюють, що найбільше для них зло зачаїлося у власному клані. Жага помсти за давню образу от-от переросте у полум’я, здатне зруйнувати долі багатьох Громових котів.

### Коти-Вояки: Сходить сонце (Книга 6)

#### Сюжет
Загадкова смерть Золошуба переполохала весь Громовий Клан. Щоб з’ясувати, чиїх це лап справа, вояки вирушають до Сонцеспаду. Вперто долаючи численні небезпеки на своєму шляху, вони й не здогадуються, що всі відповіді приховані у їхньому Клані. Троє обраних вже за мишачий хвіст від того, щоб дізнатися правду. Та у вихорі таємниць, які ось-ось вихопляться назовні, вони ризикують втратити геть усе: віру в пророцтво Зореклану, вояцький правильник, ба навіть життя…  

## Четвертий цикл «Знамення Зореклану»

### Коти-Вояки: Четвертий новак (Книга 1)

#### Сюжет
Битва між Зорекланом і Темним Лісом наближається. І битися буде кожен!
Вояцький світ спіткало нечуване лихо: струмки пересохли, і озеро геть зміліло. Через посуху все живе потерпає від голоду і спраги. Завдяки дивовижним здібностям новачка Голуболапка розуміє, що винна в цьому не лише спека, а й якісь дивні брунатні тварини, котрі вище за течією утворили загату. Тож спільний вояцький патруль вирушає у важку подорож, щоб повернути воду. Утім коти навіть не уявляють, із чим їм доведеться зіткнутися. А медикіт Громового Клану тим часом отримує страшне пророцтво…

### Коти-Вояки: Стихле відлуння (Книга 2)

#### Сюжет
Трійка обраних нарешті зібралася. Але призначення кожного ще невідоме.
Після того, як спільному вояцькому патрулю вдалося повернути воду, що зникла через збудовану бобрами плотину, й подолати посуху, життя Громового Клану, здавалося б, теж увійшло у свої береги. Але природа знову випробовує мешканців Громового табору на міцність. До того ж одного з новаків уві сні починає навідувати таємничий гість. Що саме він обіцяє та чи дійсно все так, як каже? І хто він, друг чи ворог?

## Спеціальні видання

### Коти-Вояки: Шлях Вогнезора (Спеціальне видання)

#### Сюжет
Після жорстокої битви із Кривавим Кланом минула вже не одна повня, і в лісі нарешті запанували мир та спокій. Вогнезір із головою поринає у провідництво і робить усе можливе, щоб зміцнити Громовий Клан. Але несподівано в його життя вриваються тіні минулого. Загадкові примарні коти не дають йому спокою ні вдень, ні вночі. Про що вони благають? Куди кличуть? Аби дізнатися правду, Вогнезір має вирушити в небезпечну подорож, яка переверне з лап на голову не тільки його власне життя, але й життя усіх лісових Кланів.

### Коти-Вояки: Таємниці Кланів. Путівник по серії (Спеціальне видання)

#### Сюжет
З чого почалася історія лісових Кланів? Звідки прийшли їхні предки, як і чим живуть вони зараз?
Подарункове кольорове видання — путівник проведе вас найпотаємнішими стежками світу котів-вояків, познайомить із найвидатнішими провідниками та медикішками, навчить вояцьких правил та бойових прийомів і розкриє вражаючі секрети.
Нашороште вуха і приготуйте лапи для захоплюючої подорожі. Такого ви не почуєте і не побачите в жодній книзі серії!

### Коти-Вояки: Пророцтво Синьозірки (Спеціальне видання)

#### Сюжет
Напруга між Кланами лісових котів зростає. Громові вояки мусять довести свою силу, щоб зберегти територію і здобич від зазіхань зголоднілих сусідів. У ці непрості часи у Клані народжується кішечка Синютка. Зореклан пророчить їй велике майбутнє: вона стане сильною, як вогонь, і проведе Громових котів крізь найтемніші часи. Та перш ніж сповниться пророцтво, Синютка має пройти власний шлях випробувань, сповнений болісних втрат, сумнівів і складних рішень. І навіть коли зрештою засяє велич могутньої провідниці Синьозірки, темні таємниці минулого не залишать її у спокої до останнього дня.

### Коти-Вояки: Доля Небесного Клану (Спеціальне видання)

#### Сюжет
Минуло вже кілька сезонів відтоді, як у долині завдяки Вогнезору знову оселився Небесний Клан. Під провідництвом Листозірки він процвітає й віддано дотримується вояцького правильника — охороняє свої кордони, виховує новаків, піклується про старійшин. Однак об’єднати в одному таборі нащадків древніх Небесних котів, звичайних кицюнь і самітників не так вже й просто. Листозірка намагається зробити усе можливе, щоб уникнути розколу Клану. Особливо після того, як отримала уві сні тривожне послання від зоряних предків. Чи достатньо міцне коріння пустив Небесний Клан у долині? Чи втримається він під тиском небезпек?

## Манґи

### Пригоди Сіросмуга. Зниклий вояк (Манґа 1)

#### Сюжет
Сіросмуг повертається. Шлях розпочато!
Огидні двоноги зруйнували лісовий прихисток Громового клану. Вояк Сіросмуг, допомагаючи своїм товаришам уникнути небезпеки, потрапив у полон. Опинившись у пастці зніженого життя, цей кіт ні на мить не полишав мрії повернутися до лісу. Знайомство з кицюнею Міллі спонукає його вирушити на пошуки загублених друзів і домівки. Але чи зможе Сіросмуг здійснити бажане? І що чекає на нього на цьому шляху?

### Пригоди Сіросмуга. Прихисток вояка (Манґа 2)

#### Сюжет
Шлях триває. Начувайтеся, вороги!
Вирушивши на пошуки Громового клану, Сіросмуг та Міллі виявляють, що вибратися з двоножого міста не так просто, як їм гадалося. До того ж тендітна кицюня на позір геть не спроможна жити в дикій природі. Щойно герої відшукали тимчасовий прихисток, як вскочили в неабияку халепу — натрапили на котів чужого ворожого клану. Чи вийде в Сіросмуга та Міллі не втратити одне одного і здійснити спільну мрію? І які секрети приховує нова подруга вояка?

### Пригоди Сіросмуга. Повернення вояка (Манґа 3)

#### Сюжет
Нарешті Сіросмуг та Міллі дісталися колишнього табору Громового клану. Але двоножі почвари геть спаплюжили ліс — лишилися самі колоди та багнюка! Отож вояк побоюється, що його однокланівців уже немає... Але шлях, яким вояки Громового клану пішли багато місяців тому, окреслено, попри небезпеку, що чатує на кожному кроці. Чи не загубляться Сіросмуг та Міллі у цій надважкій дорозі? Чи вийде в них дістатися Сонцеспаду?

### Кривавий шлях. Бич. Початок легенди (Манґа 4)

#### Сюжет
Колись маленький Дрібко натрапив на здичавілих лісових котів, і вони залишили на його тілі шрами, а на серці — гірку образу. Із цього зерня проросла пекуча жага скерувати життя так, щоб нікому й ніколи навіть на думку не спало посміхнутися при зустрічі. Приставши до шибайголів, що оселилися у брудних закапелках двоножого міста, Дрібко змінює своє ім’я і… долю. Відтепер попереду лише кривавий шлях, простелений бажанням помсти.

### Кривавий шлях. Тигрозір і Саша. У ліси! (Манґа 5)

#### Сюжет
Саша мала все, про що може мріяти кицюня: гарні господарі, які піклувалися про неї вдень, і вільні ночі, коли можна досхочу вивчати навколишні території. Але щасливим дням настав край, отож Саша змушена залишити домівку й оселитися в лісі. Зустрівшись із Тигрозіром, вона закохується й починає думати, що найкращим для неї буде пристати до вояків. Але в Тигрозора забагато таємниць, запальна вдача і не дуже зрозумілі наміри. Яке його справжнє обличчя? І чи можна йому довірити своє життя?

### Кривавий шлях. Тигрозір і Саша. Втеча з лісу (Манґа 6)

#### Сюжет
Саша мала все, про що може мріяти кицюня: гарні господарі, які піклувалися про неї вдень, і вільні ночі, коли можна досхочу вивчати навколишні території. Але щасливим дням настав край, отож Саша змушена залишити домівку й оселитися в лісі. Зустрівшись із Тигрозіром, вона закохується й починає думати, що найкращим для неї буде пристати до вояків. Але в Тигрозора забагато таємниць, запальна вдача і не дуже зрозумілі наміри. Яке його справжнє обличчя? І чи можна йому довірити своє життя?

### Кривавий шлях. Тигрозір і Саша. Повернення до Кланів (Манґа 7)

#### Сюжет
Саші весь час сниться Тигрозір. Попри страх, що він дізнається про кошенят і захоче їх забрати, молода самітниця повертається до лісу. Найголовніше — виростити малечу. Із настанням зимного гололиста Саші дедалі важче годувати родину. Може, кошенятам таки краще пристати до Клану, який їх захистить і навчить виживати? Може, саме тоді вони будуть у безпеці? Але в малечі власні плани — кошенята вирушають у місто Двоногів. І що з усього цього вийде — невідомо.

## Переклади українською
Українською перша книга Warriors («Коти-Вояки») — «На волю!» — вийшла з друку 1 серпня 2016 року. Видавництво АССА у вересні та листопаді 2016 року випустило ще дві книги — «Вогонь і крига» та «Ліс таємниць». На початку березня 2017 року з друку вийшла четверта — «Здіймається буря». В травні вийшла п'ята книга — «Небезпечний шлях». В серпні — шоста книга «Темні часи». Перекладачі українською мовою — Катерина Дудка та Остап Українець.

Перший цикл «Пророцтва починаються»
- Ерін Гантер. «Коти-Вояки: На волю!» (початок пророцтв #1). Пер. з англ.: Катерина Дудка та Остап Українець. Харків: Видавництво АССА. 2016. 320 стор. ISBN 978-617-7312-45-0
- Ерін Гантер. «Коти-Вояки: Вогонь і крига» (початок пророцтв #2). Пер. з англ.: Катерина Дудка та Остап Українець. Харків: Видавництво АССА. 2016. 336 стор. ISBN 978-617-7312-61-0
- Ерін Гантер. «Коти-Вояки: Ліс таємниць» (початок пророцтв #3). Пер. з англ.: Катерина Дудка та Остап Українець. Харків: Видавництво АССА. 2016. 336 стор. ISBN 978-617-7312-80-1
- Ерін Гантер. «Коти-Вояки: Здіймається буря» (початок пророцтв #4). Пер. з англ.: Катерина Дудка та Остап Українець. Харків: Видавництво АССА. 2016. 336 стор. ISBN 978-617-7312-93-1
- Ерін Гантер. «Коти-Вояки: Небезпечний шлях» (початок пророцтв #5). Пер. з англ.: Катерина Дудка та Остап Українець. Харків: Видавництво АССА. 2017. 336 стор. ISBN 978-617-7385-09-6
- Ерін Гантер. «Коти-Вояки: Темні часи» (початок пророцтв #6). Пер. з англ.: Катерина Дудка та Остап Українець. Харків: Видавництво АССА. 2017. 336 стор. ISBN 978-617-7385-22-5

Другий цикл «Нове пророцтво»
- Ерін Гантер. «Коти-Вояки: Північ» (нове пророцтво #1). Пер. з англ.: Катерина Дудка та Остап Українець. Харків: Видавництво АССА. 2018. 320 стор. ISBN 978-617-7385-71-3
- Ерін Гантер. «Коти-Вояки: Сходить місяць» (нове пророцтво #2). Пер. з англ.: Катерина Дудка та Остап Українець. Харків: Видавництво АССА. 2019. 304 стор. ISBN 978-617-7385-83-6
- Ерін Гантер. «Коти-Вояки: Світанок» (нове пророцтво #3). Пер. з англ.: Катерина Дудка та Остап Українець. Харків: Видавництво АССА. 2019. 352 стор. ISBN 978-617-7660-41-4
- Ерін Гантер. «Коти-Вояки: Стожари» (нове пророцтво #4). Пер. з англ.: Катерина Дудка та Остап Українець. Харків: Видавництво АССА. 2019. 336 стор. ISBN 978-617-7660-45-2
- Ерін Гантер. «Коти-Вояки: Сутінки» (нове пророцтво #5). Пер. з англ.: Катерина Дудка та Остап Українець. Харків: Видавництво АССА. 2019. 336 стор. ISBN 978-617-7661-02-2
- Ерін Гантер. «Коти-Вояки: Захід» (нове пророцтво #6). Пер. з англ.: Катерина Дудка та Остап Українець. Харків: Видавництво АССА. 2020. 320 стор. ISBN 978-617-7661-51-0

Третій цикл «Сила трьох»
- Ерін Гантер. «Коти-Вояки: Прозір» (сила трьох #1). Пер. з англ.: Катерина Дудка та Остап Українець. Харків: Видавництво АССА. 2020. 368 стор. ISBN 978-617-7670-81-9
- Ерін Гантер. «Коти-Вояки: Темна ріка» (сила трьох #2). Пер. з англ.: Катерина Дудка та Остап Українець. Харків: Видавництво АССА. 2021. 336 стор. ISBN 978-617-7670-53-6
- Ерін Гантер. «Коти-Вояки: Вигнанці» (сила трьох #3). Пер. з англ.: Катерина Дудка та Остап Українець. Харків: Видавництво АССА. 2021. 320 стор. ISBN 978-617-7670-99-4
- Ерін Гантер. «Коти-Вояки: Затемнення» (сила трьох #4). Пер. з англ.: Катерина Дудка та Остап Українець. Харків: Видавництво АССА. 2021. 336 стор. ISBN 978-617-7995-13-4
- Ерін Гантер. «Коти-Вояки: Довгі тіні» (сила трьох #5). Пер. з англ.: Катерина Дудка та Остап Українець. Харків: Видавництво АССА. 2023. 336 стор. ISBN 978-617-7995-41-7
- Ерін Гантер. «Коти-Вояки: Сходить сонце» (сила трьох #6). Пер. з англ.: Надії Хаєцької. Харків: Видавництво АССА. 2023. 336 стор. ISBN 978-617-8229-20-7

Четвертий цикл «Знамення Зореклану»
- Ерін Гантер. «Коти-Вояки: Четвертий новак» (Знамення Зореклану #1). Пер. з англ.: Ольга Чала-Піддубняк. Харків: Видавництво АССА. 2024. 336 стор. ISBN 978-617-8229-59-7
- Ерін Гантер. «Коти-Вояки: Стихле відлуння» (Знамення Зореклану #2). Пер. з англ.: Ольга Чала-Піддубняк. Харків: Видавництво АССА. 2024. 338 стор. ISBN 978-617-7670-53-6

Спеціальні видання
- Ерін Гантер. «Коти-Вояки: Шлях Вогнезора» (спеціальне видання). Пер. з англ.: Катерина Дудка та Остап Українець. Харків: Видавництво АССА. 2018. 528 стор. ISBN 978-617-7385-45-4
- Ерін Гантер. «Коти-Вояки: Таємниці Кланів. Путівник по серії» (спеціальне видання). Пер. з англ.: Катерина Дудка та Остап Українець. Харків: Видавництво АССА. 2019. 176 стор. ISBN 978-617-7660-27-8
- Ерін Гантер. «Коти-Вояки: Пророцтво Синьозірки» (спеціальне видання). Пер. з англ.: Катерина Дудка та Остап Українець. Харків: Видавництво АССА. 2020. 560 стор. ISBN 978-617-7661-69-5
- Ерін Гантер. «Коти-Вояки: Доля Небесного Клану» (спеціальне видання). Пер. з англ.: Тарас Бойко. Харків: Видавництво АССА. 2023. 496 стор. ISBN 978-617-8229-39-9

## Критика
Перша книга серії «На волю!» була, як правило, добре прийнята, і рецензенти назвали її «поколюванням на спині», «повністю захоплюючою», і «насиченою пригодами». Один рецензент похвалив авторів за «створення інтригуючого світу … і привабливого молодого героя», а інший критикував персонажів і уявний світ.
Манга також заслужила похвалу. Ліза Гольдштейн для шкільної бібліотеки Journal Weekly, також дала книзі позитивний відгук, написавши, що сюжет приверне старих і нових шанувальників. Рецензент також написав, що «хоча на обкладинці стверджується, що це „манга“, прості ілюстрації намальовані в простому, реалістичному стилі».
Велика кількість персонажів, що беруть участь у серії, часто розглядається як негативний момент; хоча один рецензент порівнював «величезний акторський склад» з актом грецької драми, інші писали, що «важко стежити» і «трохи збивають з пантелику». Персонажі також піддавалися критиці як «дещо плоскі».
Як сказав один рецензент, кішки в серії «вірні своїй котячій природі», що змушує деяких критиків жартома коментувати, що книги "змусять читачів нервово дивитися на їхніх домашніх котиків і дивуватися «що мрія» величі може переслідувати сімейного кота. Кілька критиків порівняли «воїнів „з серією Брайана Жака“ Redwall». The New York Times назвала серію «хітом для молодих читачів», серія з'являлася в списку бестселерів New York Times в цілому 117 тижнів, починаючи з 24 листопада 2013 р.

#### Нагороди та визнання
«На волю!» був номінований на премію «Вибір молодого читача» Асоціації тихоокеанських північно-західних бібліотек у 2006 році, але програв «Ерагону» Крістофера Паоліні. Він також був включений до списку 10 найкращих книг Фентезі для молоді Booklist у 2003 році. «Світанок» була номінована на кращу книгу середнього читача в категорії «Кращі книги року від Amazon» (2007), і на премію Children's Choice Book Awards. У 2006 році Коти-Воїни були згадані на премії Publisher Weekly «On The Cuff» awards.